# Eugène Pastré
 (janvier 2014).
Pour les articles homonymes, voir Pastré.
Dominique Eugène Pastré, né le 15 décembre 1806 à Marseille et mort le 26 février 1868 à Paris, est un armateur, banquier et négociant français, qui fit partie de l'une des grandes fortunes de son temps, les Pastré (1825-1875). Il fit construire le château Pastré en 1862.

## Biographie
Issu d'une famille de six enfants, Eugène est le quatrième fils de l'armateur et négociant Jean François Pastré (1755-1821) et d'Eugénie Pastré (1776-1862). Il est né rue Troisième-Calade dans le 1er arrondissement de Marseille.
La fortune de la famille Pastré repose sur les échanges maritimes et commerciaux entre Marseille et Alexandrie. En 1821, lorsque leur père meurt, les cinq fils Pastré, à savoir Jean-Joseph (1801-1861), Paul (1803-1869), Jean-Baptiste (1804-1877), Eugène, et Jules (1809-1899), s'associent, fondent la « Maison Pastré frères » et décident de pousser leurs affaires du côté du Moyen-Orient. Leurs opérations comprennent également une maison de banque qui va prendre une importance sensible. Leur négoce tient principalement de l'import de céréales et de matières textiles comme le coton égyptien, et l'export de produits d'équipements industriels destinés aux grands chantiers (comme le canal de Suez). Le succès est tel qu'en 1851, la signature de la maison d'armement Pastré frères constitue une garantie supérieure aux maisons de négoce italiennes ou anglaises. D'Alexandrie, les Pastré ouvrent de nouveaux comptoirs le long du Nil et de la Mer Rouge, et jusqu'à Édd (1858), puis en Chine, en Inde, dans le Golfe Persique, en Crimée, en Tunisie (banquier du bey) et jusqu'en Afrique de l'Ouest (factoreries de Guinée).
Eugène est dès 1833 l'un des européens les plus en vue d'Alexandrie. Son frère Jules y vécut pendant quarante ans. En octobre 1854, les frères Pastré donnent une fête en l'honneur du nouveau vice-roi d’Égypte, Saïd Pacha. Plus tard, ils seront au cœur des prêts accordés à l’État égyptien, servant de caution, ce qui causa en partie leur perte.
Eugène meurt en 1868, suivis par deux de ses frères. Entre 1863 et 1875, l’Égypte connaît de gros problèmes de trésorerie, une surchauffe faisant suite au boom cotonnier causé par la Guerre civile américaine. En 1864, Eugène cofonde l'Anglo-Egyptian Bank (en) dans le capital de laquelle il possède un tiers des parts. En 1865, les frères Pastré cofondent la Société marseillaise de crédit. Cependant, la banqueroute est inévitable : entre 1875 et 1879, l’Égypte est quasiment mise sous tutelle bancaire, la Maison Pastré étant elle-même chargée du contrôle de la Dette égyptienne. Le krach de la bourse d'Alexandrie en 1879 entraîne le gel d'une grande partie des avoirs des Pastré.

### Vie privée et mondaine

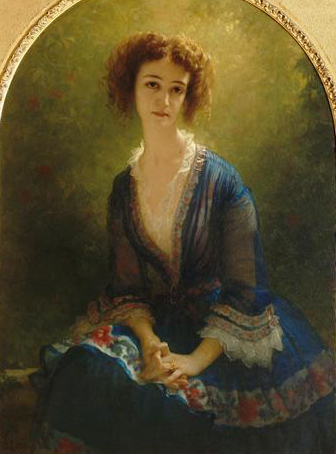
Portrait de la comtesse Pastré, née Céline de Beaulaincourt.

Eugène se marie à Florence le 16 mai 1846 avec Céline de Beaulaincourt de Marles (1825-1900) : leur seul enfant survivant est Ange André Pastré (1856-1926), fait comte romain en 1884, qui épouse Clara Julie Eugénie Goldschmidt (1866-1930), issue de la famille Goldschmidt, banquiers à Francfort.
Eugène et Céline vivent avenue du Prado jusqu'au début des années 1860. En 1851, le peintre Ernest Hébert exécute un portrait intitulé Céline, Comtesse Eugène Pastré, désormais visible au musée Hébert (Paris). Le pianiste Gustave Peronnet (sv) (1824-1900) lui dédie l'une de ses pièces et la décrit comme une femme intelligente et cultivée ; elle est pour toute la société marseillaise de cette époque la « châtelaine du Prado ». 
Entre 1836 et 1853, les Pastré acquièrent plus de 120 hectares de terres situées entre La Pointe-Rouge et Grotte Rolland, au sud de Marseille, vaste étendue qu'ils aménagent en parc, dénommé la Campagne Pastré. Ils y font construire trois résidences : le château Estrangin, le château Pastré et le château Sanderval. Le château Pastré fut achevé en 1862, construit d'après les plans de Jean-Charles Danjoy. Le « château Pastré » devient également le nom d'un vignoble et fut, de 1995 à 2012, le musée de la Faïence.